# Jonathan Page
Jonathan Page (ur. 16 września 1976 w Tilton) – amerykański kolarz przełajowy i szosowy, dwukrotny medalista przełajowych mistrzostw świata.

## Kariera
Największy sukces w karierze Jonathan Page osiągnął w 2007 roku, kiedy zdobył srebrny medal w kategorii elite podczas przełajowych mistrzostw świata w Hooglede. W zawodach tych wyprzedził go jedynie Belg Erwin Vervecken, a trzecie miejsce zajął Włoch Enrico Franzoi. Jest to jedyny medal wywalczony przez niego na międzynarodowej imprezie tej tangi. Był także dziesiąty na rozgrywanych rok wcześniej mistrzostwach świata w Zeddam. Wielokrotnie zdobywał medale mistrzostw kraju w różnych kategoriach wiekowych. Najlepsze wyniki w Pucharze Świata w kolarstwie przełajowym osiągał w sezonie 2009/2010, kiedy był osiemnasty w klasyfikacji generalnej. Brał też udział w wyścigach szosowych, jednak bez większych sukcesów.